# John Radcliffe
Pour les articles homonymes, voir John Radcliffe (chevalier).
John Radcliffe, né à Wakefield, baptisé le 1er mai 1650 et mort le 1er novembre 1714 à Carshalton, est un médecin britannique et un philanthrope. Plusieurs bâtiments renommés de la ville d'Oxford, dont la Radcliffe Camera, la Radcliffe Infirmary et l'observatoire Radcliffe, lui doivent leur nom.

## Biographie
Né à Wakefield, dans le Yorkshire, John Radcliffe fit ses études à la Queen Elizabeth Grammar School. Il obtint son diplôme à University College, en 1669, puis obtient une bourse d'études de Lincoln College où il réalise un master en sciences en 1672. Il poursuit ses études en médecine, et obtient son BM en 1675. Il partit peu après pour Londres.
Très vite renommé dans la capitale, il devient le médecin personnel du roi Guillaume et de la reine Marie. En 1713 il est élu député de Buckingham. 
Il meurt à Carshalton le 1er novembre 1714 et est inhumé à église St Mary the Virgin à Oxford le 3 décembre.

## Postérité
Après sa mort, l'année suivante, ses biens sont répartis, selon sa volonté, entre plusieurs institutions : St Bartholomew's Hospital et University College, son ancien collège, dont la grande cour, le Radcliffe Quad, porte son nom, mais aussi l'observatoire Radcliffe et la Radcliffe Camera, à laquelle il a légué sa bibliothèque scientifique, ainsi que la Radcliffe Infirmary et le John Radcliffe Hospital (en).